# 維克托里鎮區 (明尼蘇達州伍茲湖縣)
維克托里鎮區（英語：Victory Township）是位於美國明尼蘇達州伍茲湖縣的一個行政鎮區。

## 地方資料
維克托里鎮區的面積為92.61平方千米，當中陸地面積為92.48平方千米，而水域面積為0.13平方千米。根據2020年美國人口普查的數據，當地共有人口3人，而人口密度為每平方千米0.03人。